# Liste der ghanaischen Orden und Ehrenzeichen
Diese Liste der Auszeichnungen Ghanas ist eine Aufstellung der Orden und Auszeichnungen des Staates Ghana an Personen mit besonderen Verdiensten:

## Republik Ghana

### Zivil
- Order of the Star of Ghana, höchste Auszeichnung Ghanas
- Order of the Volta, zweithöchste Auszeichnung Ghanas

### Militärisch
- Ghana Police Cross, Verdienstorden der ghanaischen Polizei
- Prisons Cross, Verdienstorden des ghanaischen Gefängnisdienstes
- Distinguished Service Order, Auszeichnung für besondere Verdienste
- Ghana Police Distinguished Service Order, Auszeichnung für besondere Verdienste bei der Polizei
- Prisons Distinguished Service Order, Auszeichnung für besondere Verdienste im Gefängnisdienst
- Ghana Military Medal, Ehrenmedaille der ghanaische Streitkräfte
- Ghana Distinguished Service Medal, Ehrenmedaille der ghanaischen Streitkräfte für besondere Verdienste
- Medal for Gallantry, Tapferkeitsmedaille
- Armed Forces Distinguished Flying Medal, Ehrenmedaille der ghanaischen Luftstreitkräfte für besondere Verdienste
- Congo Service Medal, Auszeichnung für besondere Verdienste während des MONUC-Einsatzes ghanaischer Truppen im Kongo
- Ghana UNIFIL Medal, Auszeichnung für besondere Verdienste während des UNIFIL-Einsatzes ghanaischer Truppen im Libanon
- EC West African States Monitoring Group in Liberia, Auszeichnung für besondere Verdienste während des UNMIL-Einsatzes ghanaischer Truppen in Liberia
- Republic Day Medal[1], Ehrenabzeichen aus dem Jahr 1970 zur Erinnerung an den Militärputsch zum Sturze Nkrumahs im Jahre 1966
- Republic Commemorative Medal, Gedenkmedaille zur Republikgründung
- 10th Anniversary Revolution Service Medal, Ehrenabzeichen zur Erinnerung an den Militärputsch vom 4. Juni 1979 (Militärputsch unter der Führung von Jerry Rawlings)
- 31st December Revolution Day Medal, Ehrenabzeichen zur Erinnerung an den zweiten erfolgreichen Militärputsch von Jerry Rawlings am 31. Dezember 1981
- Ghana Police Efficiency Medal, Ehrenmedaille für besonders effiziente Arbeit in der ghanaischen Polizei
- Ghana Police Long Service and Good Conduct Medal, Ehrenmedaille für eine langgediente Mitarbeiter der ghanaischen Polizei